# Buglossoides
Genre
Classification phylogénétique
Buglossoides est un genre de plantes herbacées de la famille des Boraginacées, originaires d'Europe et d'Asie. Il est parfois inclus dans le genre Lithospermum selon les sources.

## Liste des espèces
Selon BioLib (1er octobre 2024) :
- Buglossoides arvensis (L.) I. M. Johnst. - Grémil des champs
- Buglossoides czernjajevii (Klokov) Czerep.
- Buglossoides glandulosa (Velen.) R.Fern.
- Buglossoides incrassata (Guss.) I. M. Johnston
- Buglossoides minima (Moris) R. Fern.
- Buglossoides tenuiflora (L. fil.) I. M. Johnston